# Douglas DC-6
Douglas DC-6 là một loại máy bay vận tải và chở khách động cơ piston, do hãng Douglas Aircraft Company chế tạo từ năm 1946 tới 1958.

## Biến thể

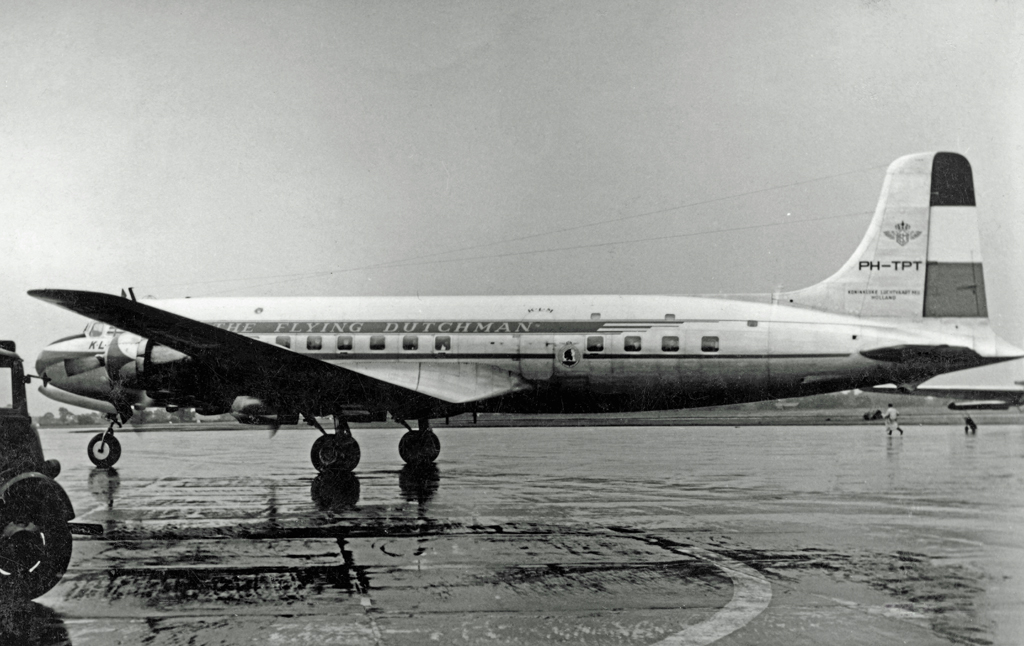
DC-6 của KLM tại Sân bay Manchester năm 1953

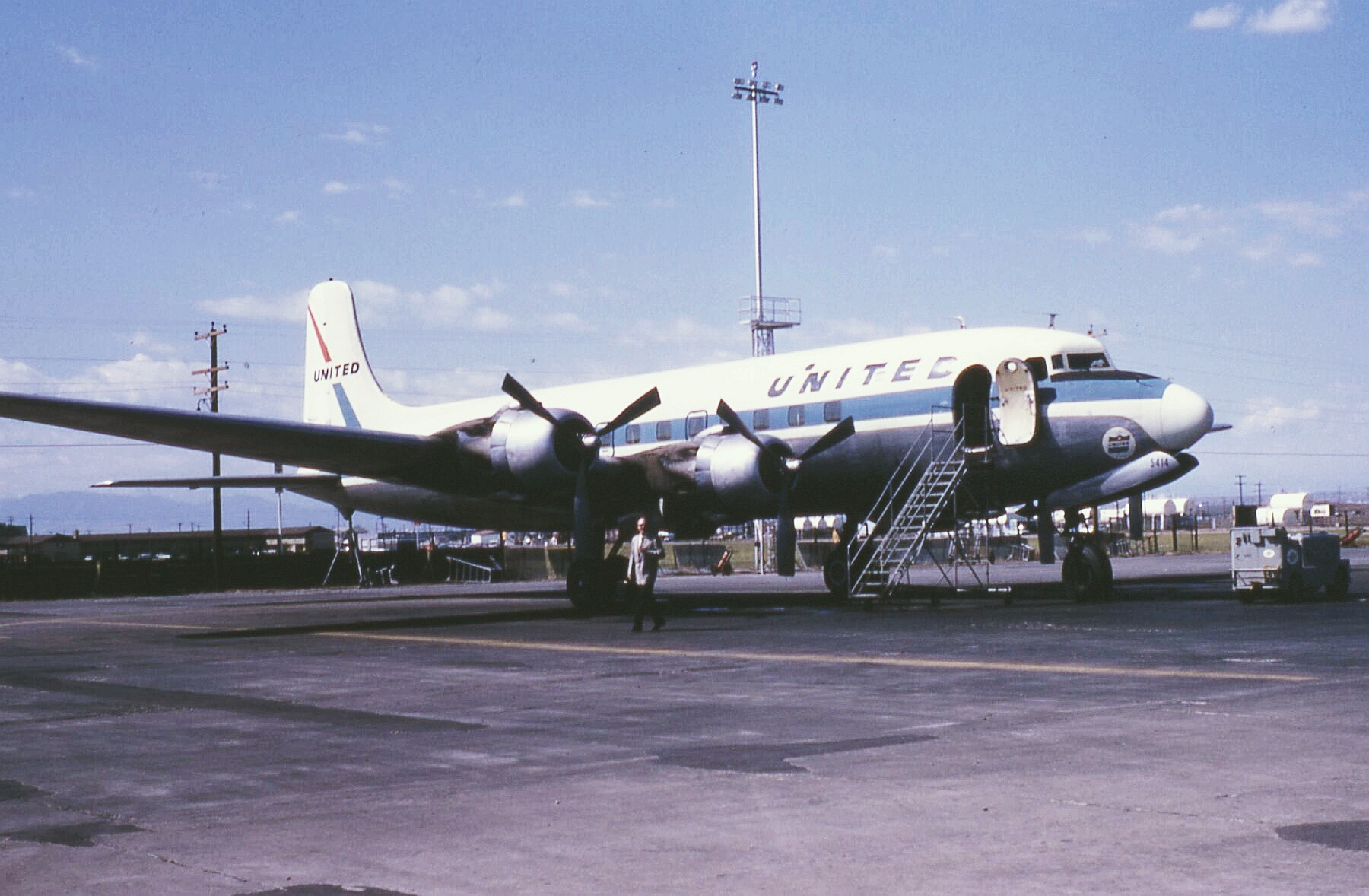
UAL DC-6 tại sân bay Stapleton, Denver, tháng 9 năm 1966

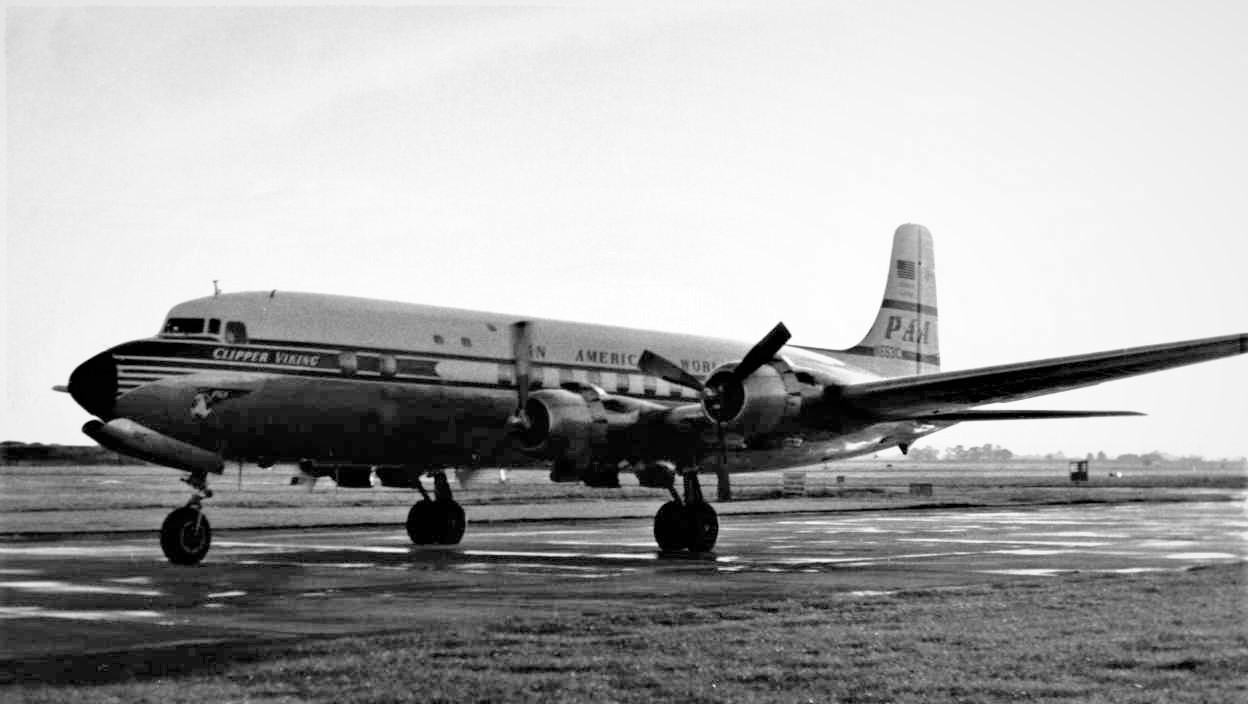
Pan Am DC-6B tại London Heathrow tháng 9 năm 1954

XC-112A
DC-6
DC-6A
DC-6B
DC-6B-ST
DC-6C
VC-118
C-118A
VC-118A
C-118B
VC-118B
R6D-1
R6D-1Z

## Quốc gia sử dụng

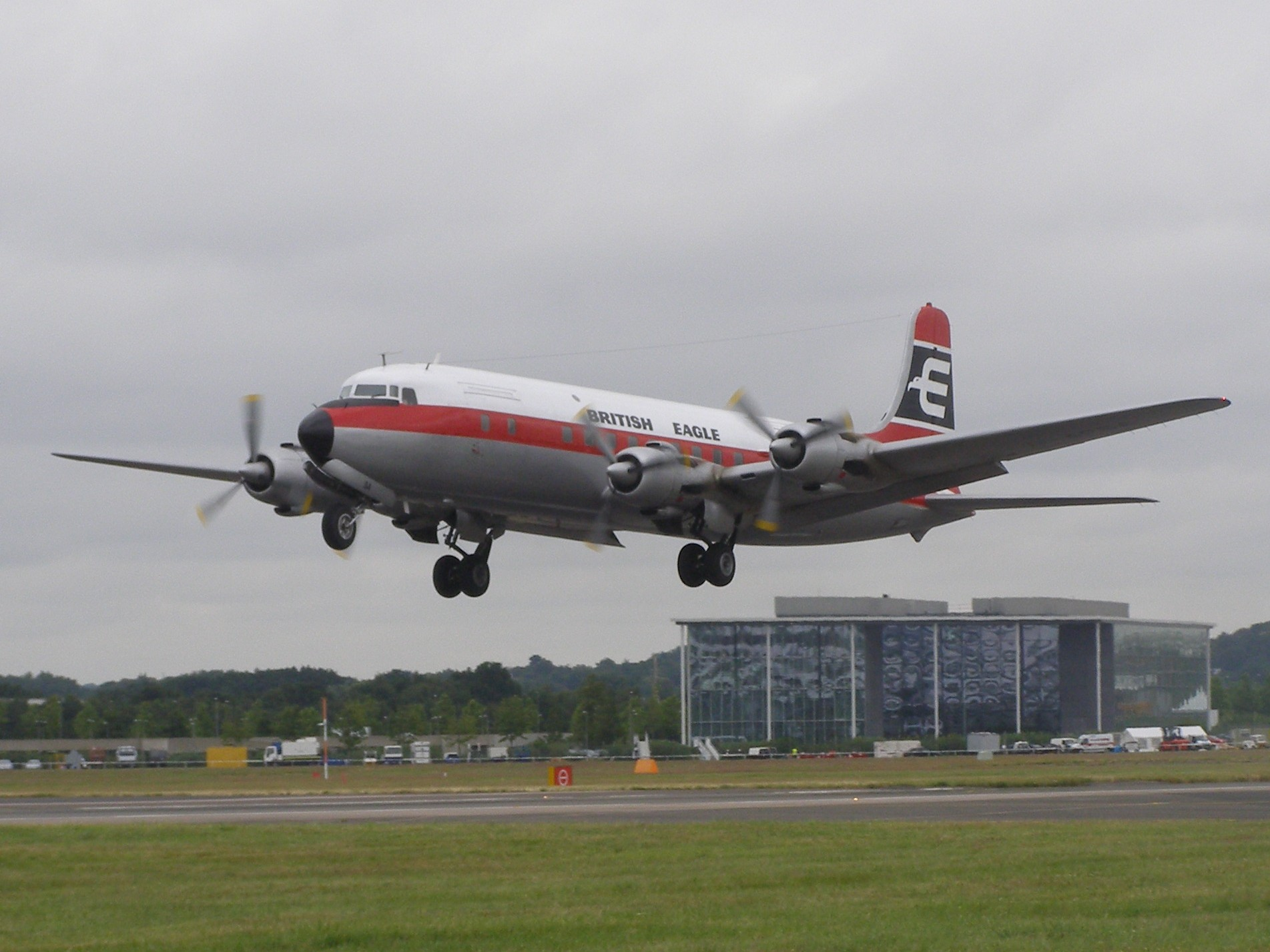
G-APSA trong biểu đồ British Eagle

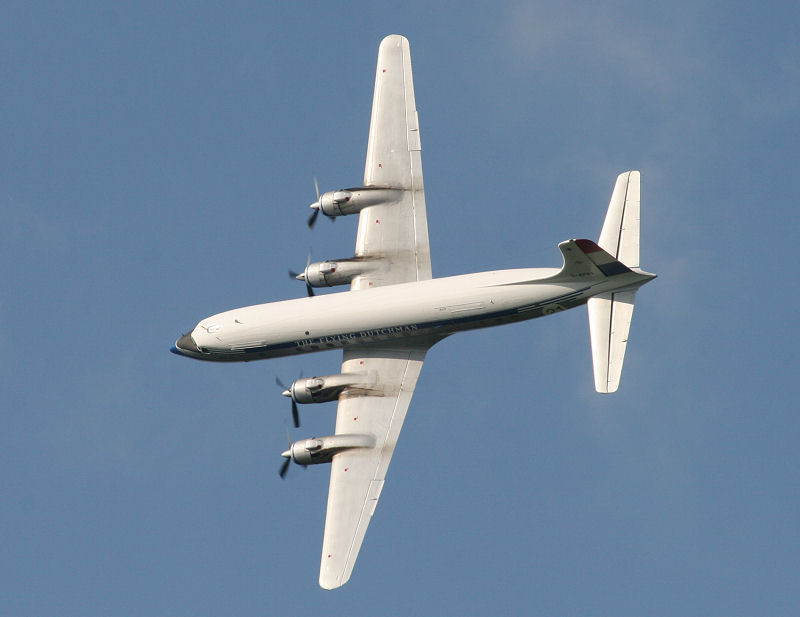
G-APSA trưng bày tại Hamburg

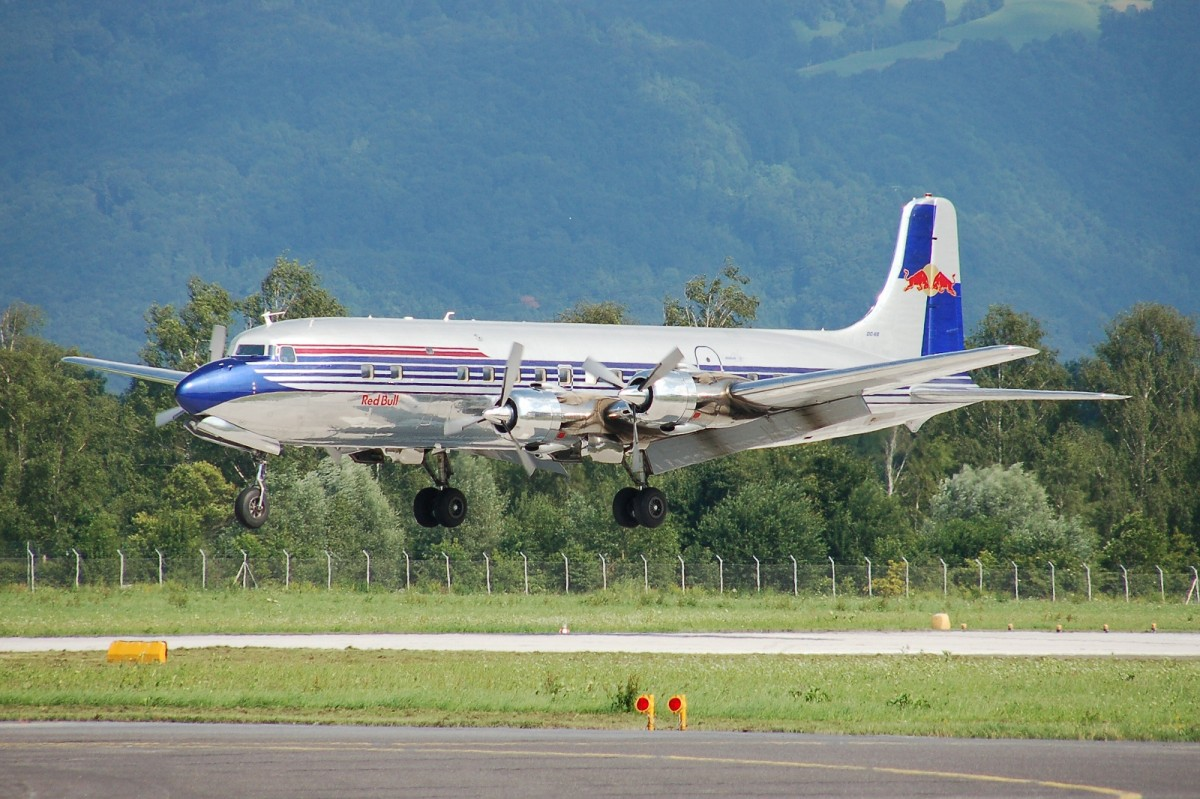
Red Bull DC-6B hạ cánh tại Salzburg

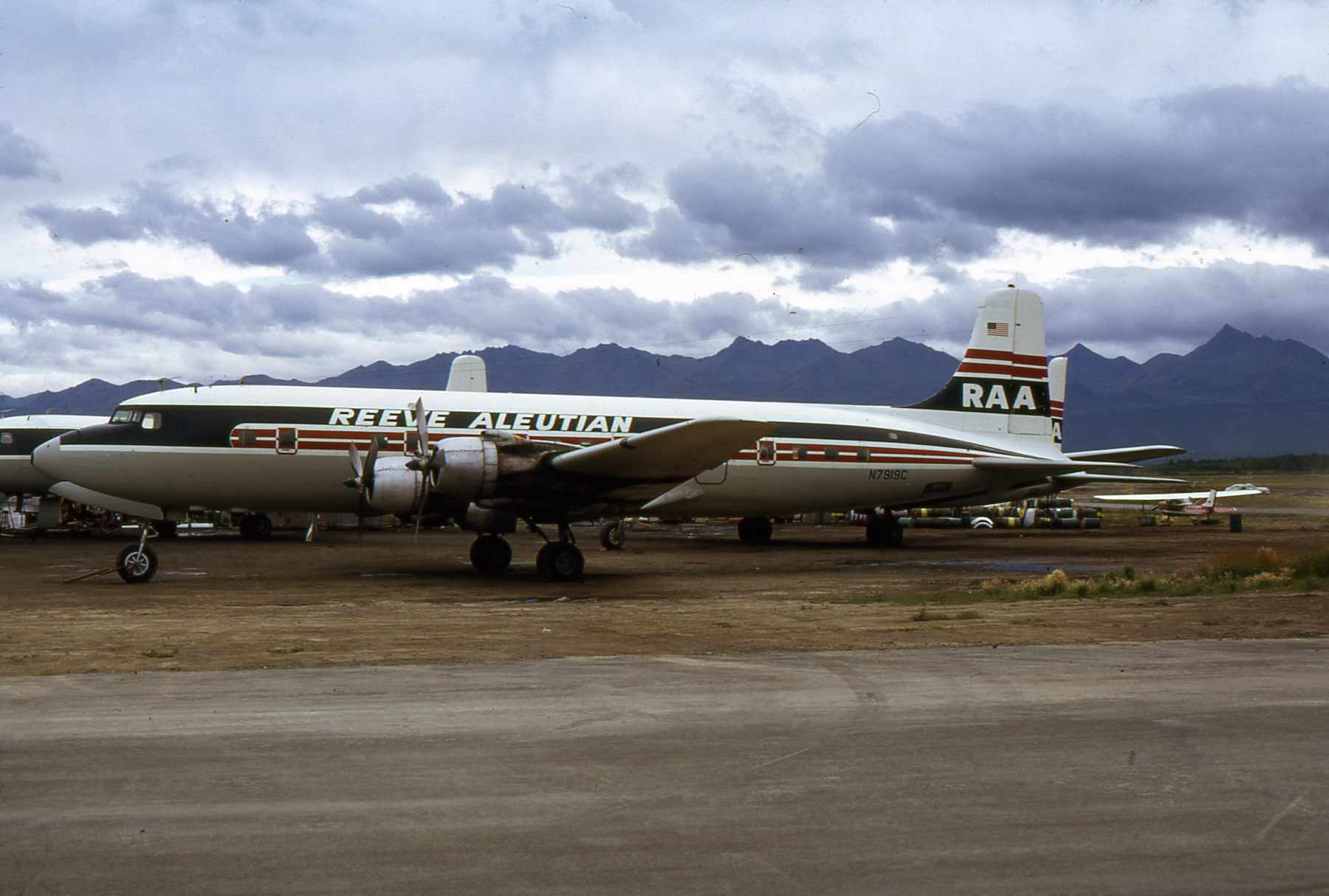
DC-6B N7919C của hãng Reeve Aleutian Airways năm 1972

### Dân sự
Úc
- Trans Australia Airlines
- Ansett-ANA
- British Commonwealth Pacific Airlines

 Brasil
- Lóide Aéreo Nacional
- Panair do Brasil
- Real Transportes Aéreos
- Varig

 Chile
- ALFA Chile - Aerolineas Flecha Austral
- LADECO - Linea Aerea De Cobre
- Lan-Chile
- LASA - Linea Aerea Sud Americana
- Solastral
- Taxpa - Taxis Aereos del Pacifico
- Transglobal

 Đan Mạch  Na Uy  Thụy Điển
- Scandinavian Airlines System
- Braathens
- Internord
- Ostermans
- Sterling Airways
- Transair Sweden

 Ethiopia
- Ethiopian Airlines

 Phần Lan
- Kar Air DC-6B, DC-6B-ST

 Hy Lạp
- Olympic Airways

 Ý
- LAI-Linee Aeree Italiane
- Alitalia-Linee Aeree Italiane

 Namibia
- Namibia Commercial Aviation

 Hà Lan
- KLM

 New Zealand
- TEAL

Bản mẫu:SPN
- Spantax DC-6B, DC-6B-ST

 Thụy Sĩ
- Swissair DC-6A, DC-6B
- Balair DC-6A, DC-6B, DC-6BF

 Syria
- Syrian Air DC-6B, DC-6B/F

 Anh Quốc
- Air Atlantique,now West Atlantic; a former cargo carrier based in Coventry, Anh.
- Cathay Pacific DC-6, DC-6B

 Hoa Kỳ
- American Airlines DC-6, DC-6A, DC-6B
- United Air Lines DC-6, DC-6A, DC-6B
- Capital Airlines DC-6, DC-6B
- Delta Air Lines DC-6
- Braniff International Airways DC-6, DC-6A, DC-6B
- National Airlines DC-6, DC-6B
- Northern Air Cargo DC-6A, DC-6B-ST
- Western Airlines DC-6B
- Pan American World Airways DC-6B
- Northwest Orient Airlines DC-6B
- Northeast Airlines DC-6A, DC-6B
- Eastern Air Lines DC-6B
- Pan American-Grace Airways DC-6, DC-6B
- Alaska Airlines DC-6A, DC-6B
- Continental Airlines DC-6B
- Pacific Southwest Airlines DC-6B
- Reeve Aleutian Airways DC-6B
- Trans Caribbean Airways DC-6B
- Flying Tiger Line DC-6A
- Mackey Airlines DC-6, DC-6B
- Everts Air Fuel
- Everts Air Cargo
- Zantop International Airlines DC-6B-ST

 Nam Tư
- JAT Yugoslav Airlines
- Adria Airways

 Việt Nam
- Vietnam Airlines

 Việt Nam Cộng hòa
- Air Vietnam

### Quân sự
Argentina
 Bỉ
- Không quân Bỉ

 Bolivia
 Brasil
- Không quân Brazil

 Chile
 Đài Loan
 Colombia
 Ecuador
 El Salvador
 Pháp
 Đức
- Luftwaffe

 Guatemala
 Honduras
 Ý
 Hàn Quốc
 México
 New Zealand
- Không quân Hoàng gia New Zealand

 Perú
- Không quân Peru

 Bồ Đào Nha
 Đài Loan
 Hoa Kỳ
- Không quân Hoa Kỳ
- Hải quân Hoa Kỳ

 Việt Nam Cộng hòa
- Không lực Việt Nam Cộng hòa

 Nam Tư
 Zambia

## Tính năng kỹ chiến thuật
| Biến thể                    | DC-6                                                                                                   | DC-6A                                                                                | DC-6B                                                                                |
| --------------------------- | --- | ------------------------------------------------------------------------------------ | ------------------------------------------------------------------------------------ |
| Tổ lái                      | 3 tới 4                                                                                                | 3 tới 4                                                                              | 3 tới 4                                                                              |
| Sức chứa                    | 48-56 hành khách                                                                                       | 28.188 lb (12.786 kg) hàng hóa                                                       | 54 hành khách (tối đã 102 ghế)                                                       |
| Chiều dài                   | 100 ft 7 in (30,66 m)                                                                                  | 105 ft 7 in (32,18 m)                                                                | 105 ft 7 in (32,18 m)                                                                |
| Sải cánh                    | 117 ft 6 in (35,81 m)                                                                                  | 117 ft 6 in (35,81 m)                                                                | 117 ft 6 in (35,81 m)                                                                |
| Chiều cao                   | 28 ft 5 in (8,66 m)                                                                                    | 28 ft 5 in (8,66 m)                                                                  | 28 ft 5 in (8,66 m)                                                                  |
| Diện tích cánh              | 1.463 foot vuông (135,9 m2)                                                                            | 1.463 foot vuông (135,9 m2)                                                          | 1.463 foot vuông (135,9 m2)                                                          |
| Trọng lượng rỗng            | 52,567 lb (23,844 kg)                                                                                  | 45,862 lb (20,803 kg)                                                                | 55,357 lb (25,110 kg)                                                                |
| Trọng lượng cất cánh tối đa | 97.200 lb (44.100 kg)                                                                                  | 107.200 lb (48.600 kg)                                                               | 107.000 lb (49.000 kg)                                                               |
| Động cơ (4x)                | Pratt & Whitney R-2800-CA15 "Double Wasp" radial engine, 1.800 hp (1.300 kW) with water injection each | Pratt & Whitney R-2800-CB16 "Double Wasp" radial engine, 2.400 hp (1.800 kW) each    | Pratt & Whitney R-2800-CB17 "Double Wasp" radial engine, 2.500 hp (1.900 kW) each    |
| Loại cánh                   | Hamilton Standard 43E60 "Hydromatic"                                                                   | Hamilton Standard 43E60 "Hydromatic"                                                 | Hamilton Standard 43E60 "Hydromatic"                                                 |
| Vận tốc hành trình          | 311 mph (501 km/h)                                                                                     | 315 mph (507 km/h)                                                                   | 315 mph (507 km/h)                                                                   |
| Tầm bay                     | 3.983 nmi (7.377 km)                                                                                   | 2.948 nmi (5.460 km) với tải trọng tối đa 4.317 nmi (7.995 km) với nhiên liệu tối đa | 2.610 nmi (4.830 km) với tải trọng tối đa 4.100 nmi (7.600 km) với nhiên liệu tối đa |
| Trần bay                    | | 21.900 ft (6.700 m)                                                                  | 25.000 ft (7.600 m)                                                                  |
| Vận tốc leo cao             | 1.070 ft/phút                                                                                          |                                                                                      |                                                                                      |